# Saint-Mars-sur-Colmont
Pour les articles homonymes, voir Saint-Mars et Colmont.
Saint-Mars-sur-Colmont est une commune française, située dans le département de la Mayenne en région Pays de la Loire, peuplée de 440 habitants.
La commune fait partie de la province historique du Maine, et se situe dans le Bas-Maine dans le pays de Passais.

## Géographie
| Brecé                        | Le Pas                 | Le Pas, Oisseau |
| Brecé                        | Saint-Mars-sur-Colmont | Oisseau         |
| Brecé, Châtillon-sur-Colmont | Oisseau                | Oisseau         |

### Climat
Pour des articles plus généraux, voir Climat des Pays de la Loire et Climat de la Mayenne.
En 2010, le climat de la commune est de type climat océanique franc, selon une étude du CNRS s'appuyant sur une série de données couvrant la période 1971-2000. En 2020, Météo-France publie une typologie des climats de la France métropolitaine dans laquelle la commune est exposée à un climat océanique et est dans la région climatique  Moyenne vallée de la Loire, caractérisée par une bonne insolation (1 850 h/an) et un été peu pluvieux. 
Pour la période 1971-2000, la température annuelle moyenne est de 10,7 °C, avec une amplitude thermique annuelle de 13,5 °C. Le cumul annuel moyen de précipitations est de 870 mm, avec 13,2 jours de précipitations en janvier et 7,7 jours en juillet. Pour la période 1991-2020, la température moyenne annuelle observée sur la station météorologique de Météo-France la plus proche, sur la commune de Mayenne à 10 km à vol d'oiseau, est de 11,7 °C et le cumul annuel moyen de précipitations est de 849,9 mm,. Pour l'avenir, les paramètres climatiques de la commune estimés pour 2050 selon différents scénarios d'émission de gaz à effet de serre sont consultables sur un site dédié publié par Météo-France en novembre 2022.

## Urbanisme

### Typologie
Au 1er janvier 2024, Saint-Mars-sur-Colmont est catégorisée commune rurale à habitat très dispersé, selon la nouvelle grille communale de densité à sept niveaux définie par l'Insee en 2022.
Elle est située hors unité urbaine. Par ailleurs la commune fait partie de l'aire d'attraction de Mayenne, dont elle est une commune de la couronne,. Cette aire, qui regroupe 27 communes, est catégorisée dans les aires de moins de 50 000 habitants,.

### Occupation des sols
L'occupation des sols de la commune, telle qu'elle ressort de la base de données européenne d’occupation biophysique des sols Corine Land Cover (CLC), est marquée par l'importance des territoires agricoles (97,2 % en 2018), une proportion identique à celle de 1990 (97,2 %). La répartition détaillée en 2018 est la suivante : 
terres arables (61,7 %), prairies (35,5 %), zones urbanisées (1,7 %), forêts (1,1 %). L'évolution de l’occupation des sols de la commune et de ses infrastructures peut être observée sur les différentes représentations cartographiques du territoire : la carte de Cassini (XVIIIe siècle), la carte d'état-major (1820-1866) et les cartes ou photos aériennes de l'IGN pour la période actuelle (1950 à aujourd'hui).

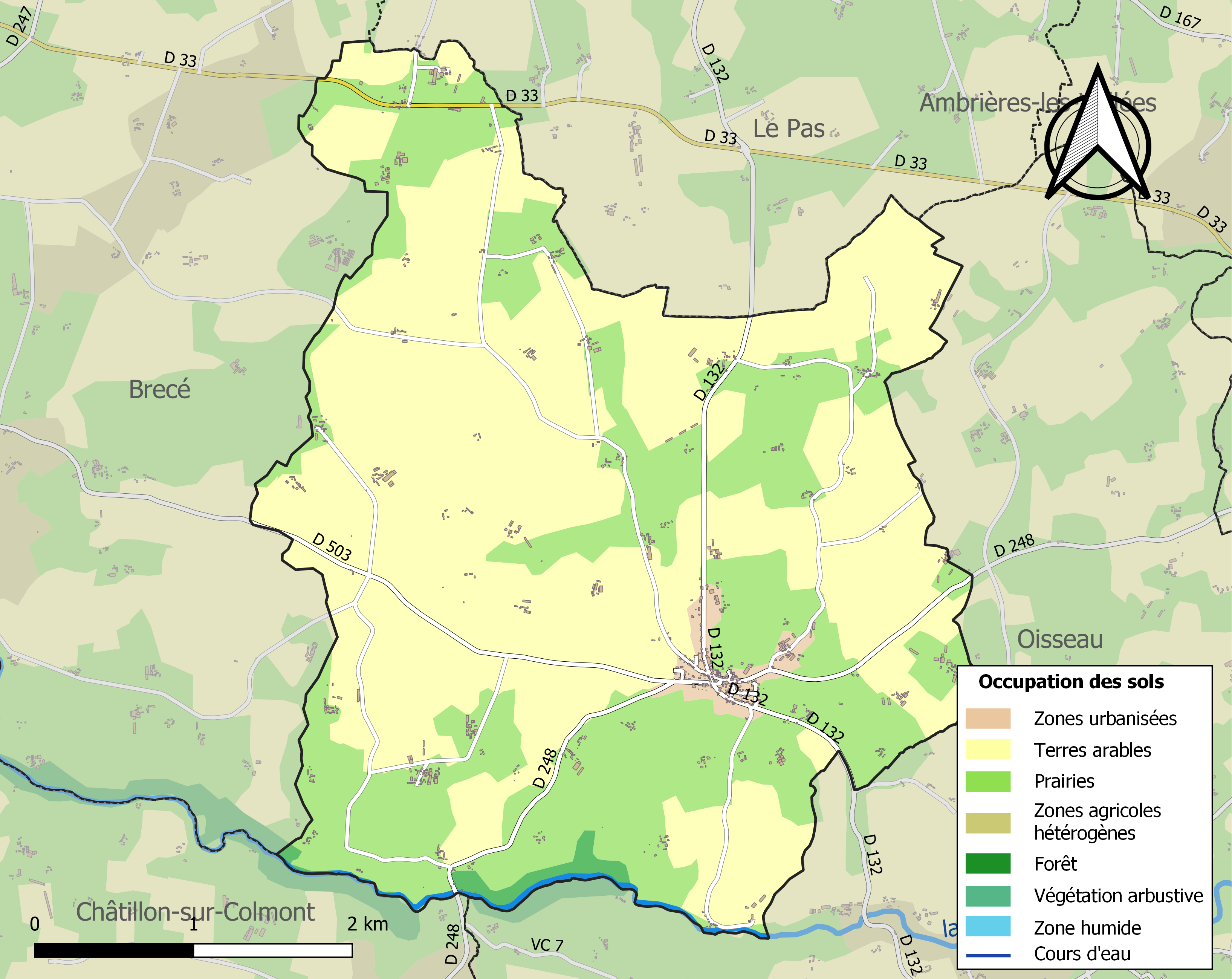
Carte des infrastructures et de l'occupation des sols de la commune en 2018 (CLC).

## Toponymie
Le toponyme est attesté sous la forme S. Marchum vers 1200. La paroisse était dédiée à l'évangéliste Marc. La Colmont borde le territoire au sud.

## Histoire

### Préhistoire

#### Néolithique
Sur le site de La Bourdais I, ont été retrouvées 301 pièces de silex, principalement des grattoirs, ainsi que quelques tessons de céramique datant du néolithique moyen . Une partie de la matière première pour les silex devait provenir d'Écouché .

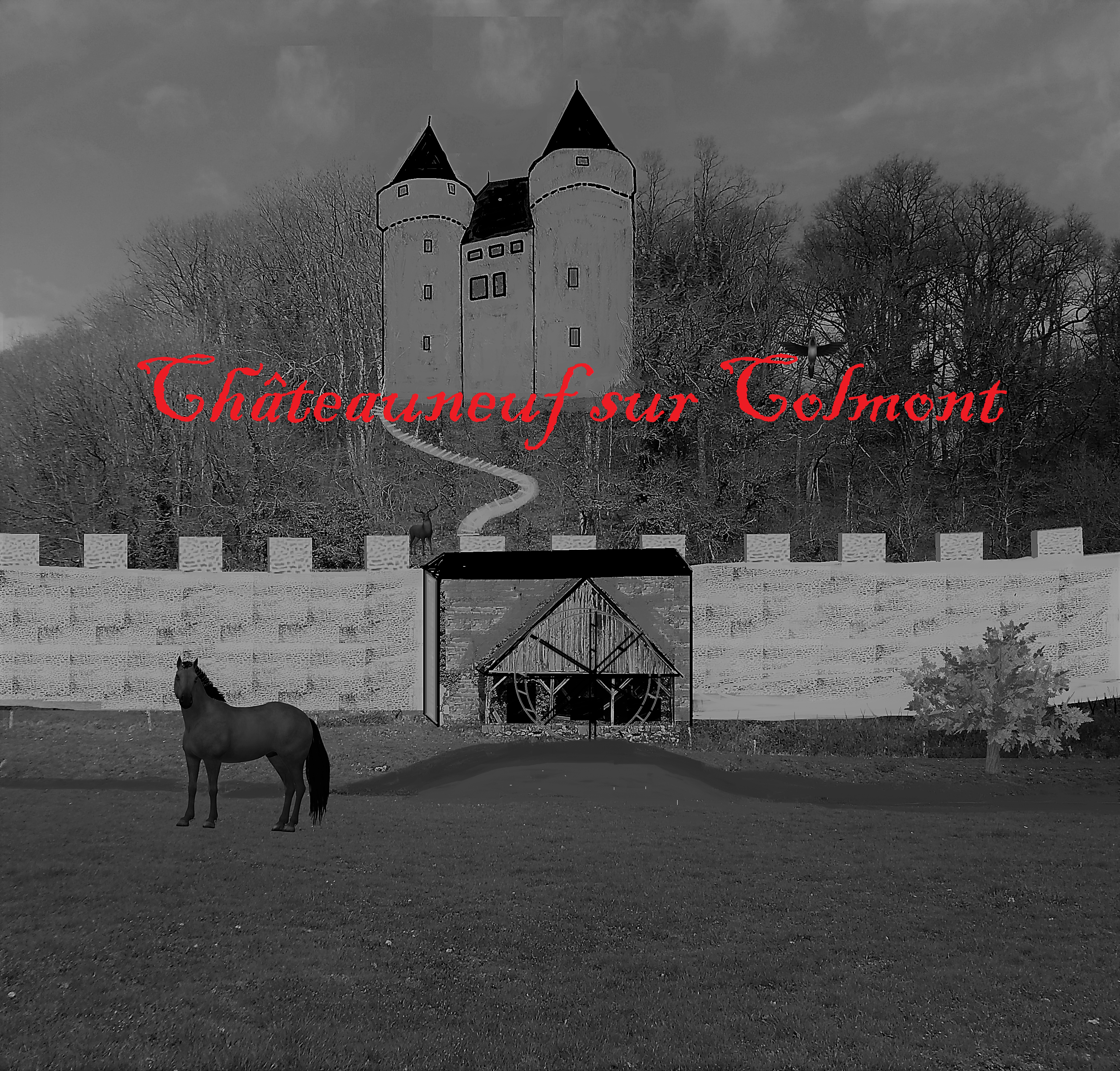
Impression néo-médiévale du 'Vieux Château'

'Le Vieux Château' sur la route de Châtillon, fut construit par Henri Beauclerc. A la mort de son arrière-petit-fils Richard en 1199, le neveu de celui-ci, Arthur, donne (avec l'appui du roi Philippe) le château à Juhel. Arundel le prend en 1433, et rase ses fortifications.

### Le chemin de fer

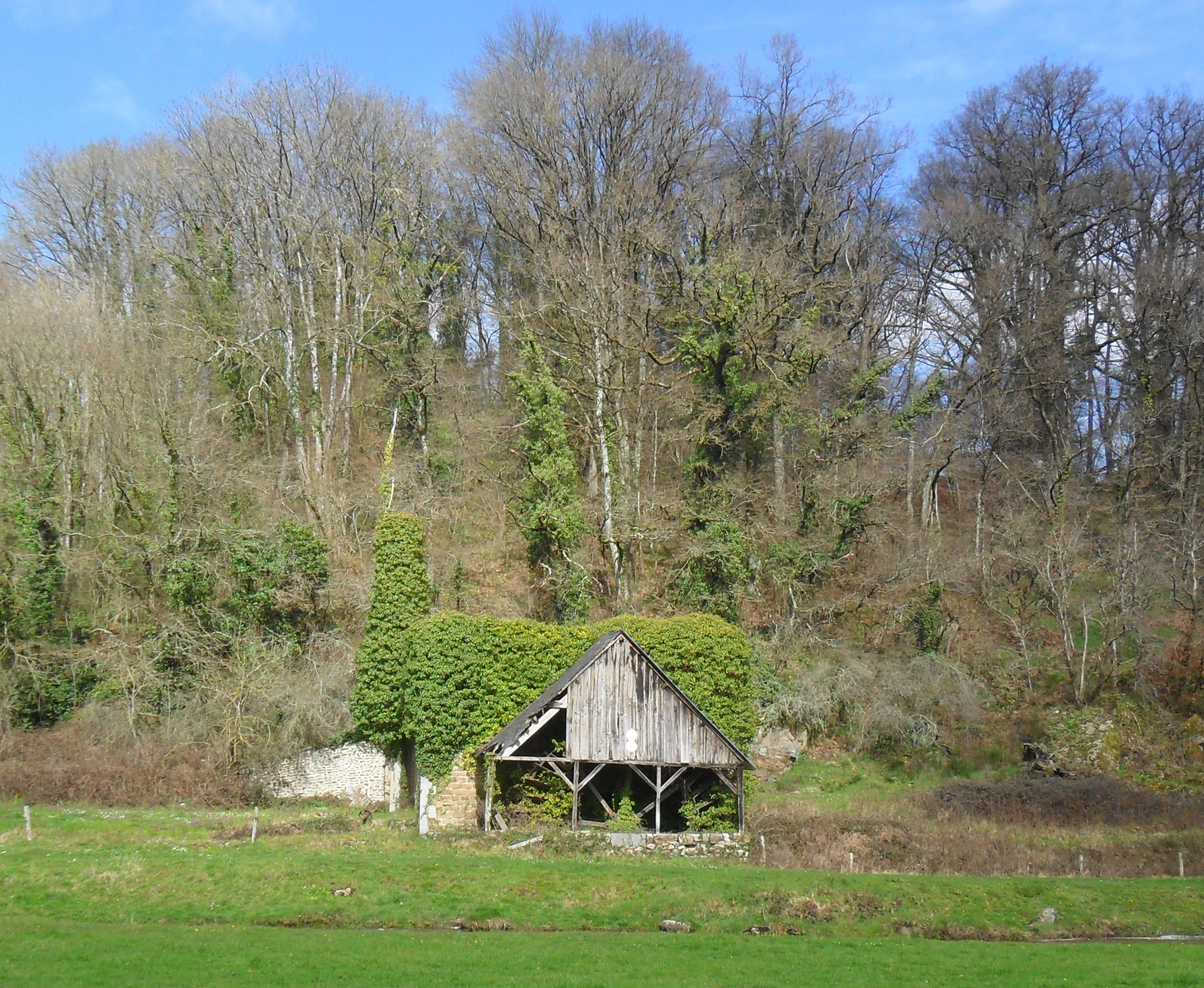
Le moulin du vieux château en 2023

Le bourg fut desservi, de 1901 à 1947, par la ligne de chemin de fer secondaire à voie métrique des chemins de fer départementaux de la Mayenne (CFDM) reliant Landivy à Mayenne. La ligne de Mayenne à Landivy fut ouverte sur la section comprise entre Landivy et Mayenne-Saint-Baudelle via Saint-Mars-sur-Colmont le 22 août 1901. La section entre Mayenne-Saint-Baudelle et Mayenne-Échange ne fut ouverte que le 1er avril 1903. La section Landivy - Gorron qui desservait Saint-Mars-sur-Colmont ferma avant la Seconde Guerre mondiale.
En 1902, la gare de Saint-Mars-sur-Colmont avait accueilli 8 701 voyageurs.

## Héraldique
| Blason de Saint-Mars-sur-Colmont | Blason  | D’azur, à un mur crénelé d’argent, maçonné de sable, se mouvant des flancs de l’écu , chargé d’un lambel à cinq pendants de gueules et accompagné en chef de trois larmes d’or. |
| Blason de Saint-Mars-sur-Colmont | Détails | L’azur rappelle l’eau présente au travers de la Colmont qui donne une partie du nom du village, mais aussi avec le ruisseau du Guin qui traverse le territoire au nord puis se jette dans la Varenne à Ambrières-les-Vallées. Les larmes symbolisent Médard, le saint patron de Saint-Mars-sur-Colmont. Le mur évoque la forteresse appelée le « vieux château », aujourd’hui réduit à des ruines, mais autrefois inclus dans les forteresses défendant Mayenne. Le lambel permet de représenter la famille de la Palu qui a été seigneur de Saint Mars. La reprise intégrale du blason de seigneur étant interdite pour la commune, il suffit d’en emprunter un ou plusieurs éléments. Les ornements sont deux deux gerbes de blé d’or, mises en sautoir par la pointe et liées d’azur afin d’honorer l’activité agricole. Le listel d'argent porte le nom de la commune en lettres majuscules de sable. La couronne de tours dit que l’écu est celui d’une commune ; elle n’a rien à voir avec des fortifications. Le statut officiel du blason reste à déterminer. |

## Politique et administration
Le conseil municipal est composé de onze membres dont le maire et deux adjoints.

## Démographie
L'évolution du nombre d'habitants est connue à travers les recensements de la population effectués dans la commune depuis 1793. Pour les communes de moins de 10 000 habitants, une enquête de recensement portant sur toute la population est réalisée tous les cinq ans, les populations de référence des années intermédiaires étant quant à elles estimées par interpolation ou extrapolation. Pour la commune, le premier recensement exhaustif entrant dans le cadre du nouveau dispositif a été réalisé en 2004.
En 2022, la commune comptait 440 habitants, en évolution de −6,78 % par rapport à 2016 (Mayenne : −0,73 %, France hors Mayotte : +2,11 %).
Saint-Mars-sur-Colmont a compté jusqu'à 1 781 habitants en 1831.
| 1793  | 1800  | 1806  | 1821  | 1831  | 1836  | 1841  | 1846  | 1851  |
| ----- | ----- | ----- | ----- | ----- | ----- | ----- | ----- | ----- |
| 1 180 | 1 587 | 1 450 | 1 548 | 1 781 | 1 510 | 1 440 | 1 466 | 1 473 |

| 1856  | 1861  | 1866  | 1872  | 1876  | 1881  | 1886  | 1891  | 1896  |
| ----- | ----- | ----- | ----- | ----- | ----- | ----- | ----- | ----- |
| 1 426 | 1 474 | 1 477 | 1 399 | 1 357 | 1 288 | 1 257 | 1 220 | 1 199 |

| 1901  | 1906  | 1911  | 1921 | 1926 | 1931 | 1936 | 1946 | 1954 |
| ----- | ----- | ----- | ---- | ---- | ---- | ---- | ---- | ---- |
| 1 162 | 1 073 | 1 065 | 908  | 854  | 819  | 779  | 773  | 735  |

| 1962 | 1968 | 1975 | 1982 | 1990 | 1999 | 2004 | 2006 | 2009 |
| ---- | ---- | ---- | ---- | ---- | ---- | ---- | ---- | ---- |
| 645  | 624  | 522  | 470  | 451  | 435  | 454  | 458  | 438  |

| 2014 | 2019 | 2022 | - | - | - | - | - | - |
| ---- | ---- | ---- | - | - | - | - | - | - |
| 464  | 454  | 440  | - | - | - | - | - | - |

## Lieux et monuments

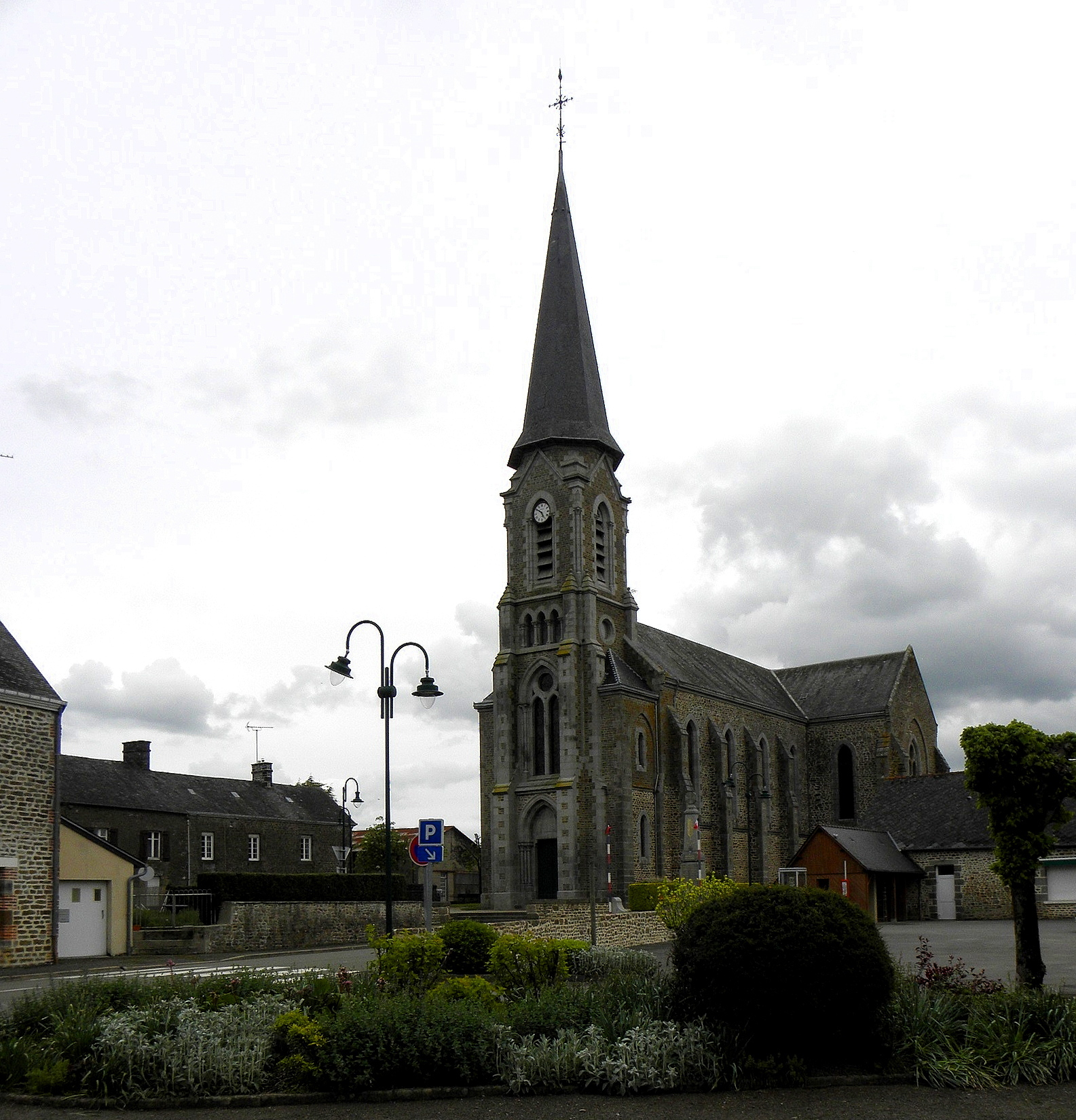
L'église paroissiale Saint-Médard.

- Église Saint-Médard, du XIXe siècle.
- Château de Frênay (XIXe siècle).
- Ruines du château de Château-Neuf (XIIe siècle)[26].

## Activité et manifestations

### Sports
- L'Union sportive de Saint-Mars-sur-Colmont fait évoluer une équipe de football en division de district[27].

## Personnalités liées à la commune
- Adrien-Gabriel Morice (1858 à Saint-Mars-sur-Colmont - 1939), prêtre, missionnaire, linguiste et religieux oblat au Canada.